# Atom Willard
Adam „Atom” Willard (ur. 15 sierpnia 1973) – perkusista amerykański, były członek zespołów The Offspring i Angels & Airwaves, obecnie perkusista Against Me!.

## Kariera muzyczna
Jego kariera muzyczna rozpoczęła się w 1990 roku, kiedy dołączył do zespołu Rocket from the Crypt, w którym grał do 2000 roku. Następnie wstąpił do zespołu The Special Goodness. W 2003 roku został perkusistą The Offspring zastępując Rona Welty’ego. W 2005 roku założył zespół Angels & Airwaves z Tomem DeLonge z Blink 182, Davidem Kennedym z Box Car Racer i Mattem Wachterem z 30 Seconds to Mars. W 2007 roku ogłosił swoje odejście z The Offspring, aby skoncentrować się na pracy w Angels & Airwaves. W 2009 roku dołączył do zespołu Social Distortion, gdzie grał do marca 2010 roku. W lutym 2011 roku wraz z Mattem Skibą z Alkaline Trio stworzył projekt theHELL. Ich debiutancka EP ukazała się w styczniu 2012 roku. W październiku 2011 roku ogłosił „polubowne” odejście z Angels & Airwaves. W latach 2011–2013 był perkusistą kanadyjskiej grupy Danko Jones. W 2013 roku grał z Against Me! podczas ich australijskiej trasy, a 31 lipca 2013 ogłosił, że został perkusistą grupy.